# Agrilus utahensis
Agrilus utahensis é uma espécie de inseto do género Agrilus, família Buprestidae, ordem Coleoptera.
Foi descrita cientificamente por Westcott in Nelson & Westcott, 1991.